# Dimensionen

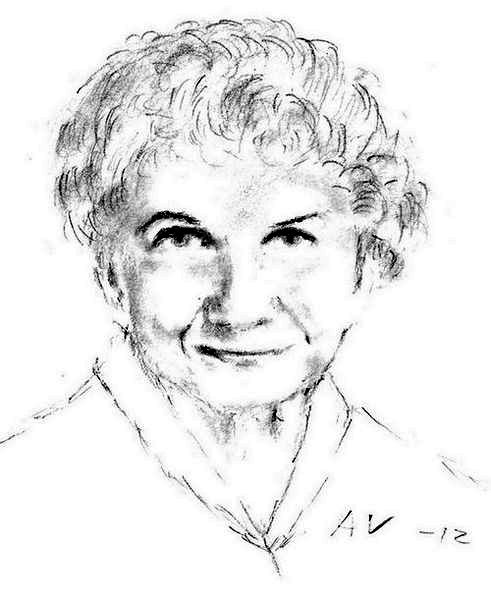
Alice Munro, Nobelpreis für Literatur 2013

Dimensionen (im Original Dimensions, 2009) ist eine Short Story von Alice Munro, in der es um Möglichkeiten des psychischen Überlebens nach einer Gewalttat geht. Die Erzählung ist zuerst mit dem Titel im Singular (Dimension, 2006) veröffentlicht worden.
Nachdem ihr Ehemann, der sie lange unterdrückte, nach einem Ausbruchsversuch von ihr die drei gemeinsamen Kinder ermordet hatte, ist Doree weggezogen, nennt sich in ihrem neuen Umfeld nun mit ihrem zweiten Vornamen, Fleur, und macht einen Job, der viel Routine beinhaltet und bei dem sie nicht mit Leuten reden muss. Sie will mit dem Verlust ihrer Kinder fertigwerden. Mögliche Lösungen werden ihr vor allem von unerwarteter Seite aufgezeigt und gegen Ende der Geschichte scheint sie sich selbst eine Lösung gesucht zu haben. Das Werk umfasst 17 Abschnitte, von denen der sechzehnte bei weitem der längste ist. Darin wird u. a. der Text von zwei Briefen wiedergegeben, die sich ohne Anrede an Doree richten und die von ihrem Ehemann und Vater ihrer drei Kinder verfasst zu sein scheinen, der von sich meint, dass er in einer Nervenheilanstalt sei, und der Doree etwas über seinen Prozess eines „Erkenne dich selbst!“ mitteilt. Das Ende der Geschichte besteht darin, dass Doree eine Busfahrt nicht wie geplant fortsetzt, sondern an dem Ort verbleibt, wo dringend ihre Hilfe benötigt wird.
Doree sei eine junge Frau, die sich aus der psychischen Abhängigkeit von einem Gewalttäter befreit, so Gisela Ostwald, im Abschnitt „Gewalt, Schwäche und Überwindung“ in ihrer Rezension der Sammlung Zu viel Glück im stern. Diese Geschichte, die von einem Vater erzähle, der gleich alle drei seiner Töchter ermordet, sei die am besten gelungene des Bandes, meint Verena Auffermann.

## Ausgaben und Versionen

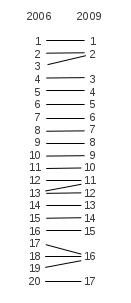
Alice Munro: "Dimension(s)" (2006 / 2009), Versionsunter-schiede nach Abschnitten

Dimensions ist enthalten in Too Much Happiness (2009), Munros dreizehnter Sammlung von Erzählungen, die 2011 mit dem Titel Zu viel Glück auf Deutsch erschienen ist. Das Werk hat in der Fassung von 2009 in englischer Sprache eine Länge von etwa 30 Seiten und ist die weiter ausgearbeitete Fassung der Version von 2006, die bei The New Yorker im Web kostenfrei lesbar gemacht worden ist, wo sie noch den Titel „Dimension“ (im Singular) trägt.
Die beiden Versionen unterscheiden sich insofern, als die Buchversion von 2009 nur noch 17 Abschnitte umfasst und nicht wie in der Zeitschriftenversion von 2006 zwanzig Abschnitte. Diese Differenz ergibt sich daraus, dass vier Abschnitte zusammengeführt worden sind und ein Abschnittswechsel neu hinzugekommen ist. Ansonsten sind zwischen der einen und der anderen Fassung nur etwa 20 kleinere Änderungen zu verzeichnen. Am deutlichsten wird der Sinn verändert in einer Änderung von „It must be that there is another Dimension or maybe innumerable Dimensions, but what I know is that I have got access to whatever one they are in“ (2006) zu „what I know is that I have got across to...“ (2009). Hierbei könnte es sich allerdings lediglich um ein typografisches Versehen infolge eines Korrekturprogramms gehandelt haben.